# Млин у селу Дебелица
 Млин у селу Дебелица је објекат саграђен у првој првој половини 20. века. Налази се у општини Књажевац, а одлуком Владе Републике Србије од 2013. године уврштен је у споменик културе Србије.

## Опште информације
Млин је направљен у првој половини 20. века, у периоду од 1924. до 1926. године, према пројекту чешке фирме OS. PROKOPA SYNOVÉ” – PARDUBICE, а његову изградњу наручио је Никола Божовић који се бавио млинарством.
Подигнут је на прилазу села, на десној обали реке Тимок, а окружен је складишним и стамбеним објектима. Стилски, млин има обележја градње индустријских објеката из времена развоја индустрије и представља један од најстаријих индустријских објеката у књажевачкој општини. Машине у млину су оригиналне. Сложени систем цеви, који је од дрвета, машине за просејавање, мерење, транспорт, функционишу и данас, осим машинског дела, који је покретала вода, а који данас покреће струја. Стару и аутентичну производну линију за млевење житарица вишеетажног Дебеличког млина чине машине и машински склопови реномираног чешког произвођача машина за млинску индустрију JOS. PROKOPA SYNOV – PARDUBICE. Taj тим вишеетажног машинског млина са аутентичном производном линијом је један од малог броја који је функционално и оригинално сачуван код нас.
Сходно томе, та потпуно сачувана стара аутентична производна линија је јединствена и као таква има неоспоран значај за историју технике и њену употребу на тлу наше Србије. Посебну вредност елемената који чине производни процес Дебеличког млина осим аутентичности и функционалности, чини то што млин ради константно до данас. Објекат је вишеетажни, спратности П+3, зидан опеком у масивном конструктивном систему, малтерисан и обојен. Правоугаоне је основе са улазом на источној страни. Све међуспратне и кровна конструкција направљене су од дрвета.
Међуспратне конструкције су од тавањаче, које се ослањају на ободне зидове и на подвлаке, по средини распона. Подвлаке се даље ослањају на два вишеетажна дрвена стуба. Кров је двоводни са нагибима у правцу подужних страна, покривен фалцованим црепом. Унутрашња комуникација по етажама обавља се преко једнокраких дрвених степеништа. Са јужне стране у виду анекса је машински део са ротором који је покретала вода, a ca западне стране складишни објекат. Вода за покретање млина, доведена је вадом која је била дужине око 1 км. Данас се за покретање млина користи електрична енергија. У комплексу млина налази се више складишних објеката, три куће из 1929,  1931. и 1933. године које су припадале Божовићевим синовима. Куће су градског типа са елементима у духу академизма и сецесије.
Прве две куће су спратне (П+1), са истакнутим пиластрима и флоралним елементима изнад прозорских отвора, а трећа је приземна са геометријским елементима на фасади. Остали објекти у оквиру комплекса су у духу народног градитељства.